# Katedra w Évorze
Katedra w Évorze (port. Sé de Évora) – główna świątynia archidiecezji Évory w Portugalii. 
Widziana z daleka, katedra w Évorze jest głównym elementem panoramy miasta z wieżami i elewacjami bocznymi objętymi blankami, przypominającymi kościół obronny, którym rzeczywiście była. Została wybudowana w końcu XII wieku do XIII wieku. Jest uważana za jeden z największych średniowiecznych kościołów biskupich w Portugalii. Ostatnio odkryte zostały niektóre malowidła ścienne, które czynią katedrę jeszcze bardziej atrakcyjnym zabytkiem. Część katedry w gotyckim stylu została zbudowana później i jest szczególnie monumentalna. Grupa Apostołów w portyku wyróżnia się jako jedna z najbardziej imponujących w portugalskiej sztuce średniowiecznej. Również warte wspomnienia są: kopuła w stylu manuelińskim, główna kaplica, neoklasyczne arcydzieło; doskonała gra światła dostarczona przez użycie czarnego i białego marmuru lub wystroju rzeźby, rzekomo została stworzona przez Belliniego.

## Organy
W katedrze znajdują się jedne z najstarszych organów piszczałkowych w Portugalii – 9-głosowy renesansowy instrument, zbudowany w 1562 roku przez organmistrza Heitora Lobo.

Katedra w Évorze - Sé Catedral de Évora
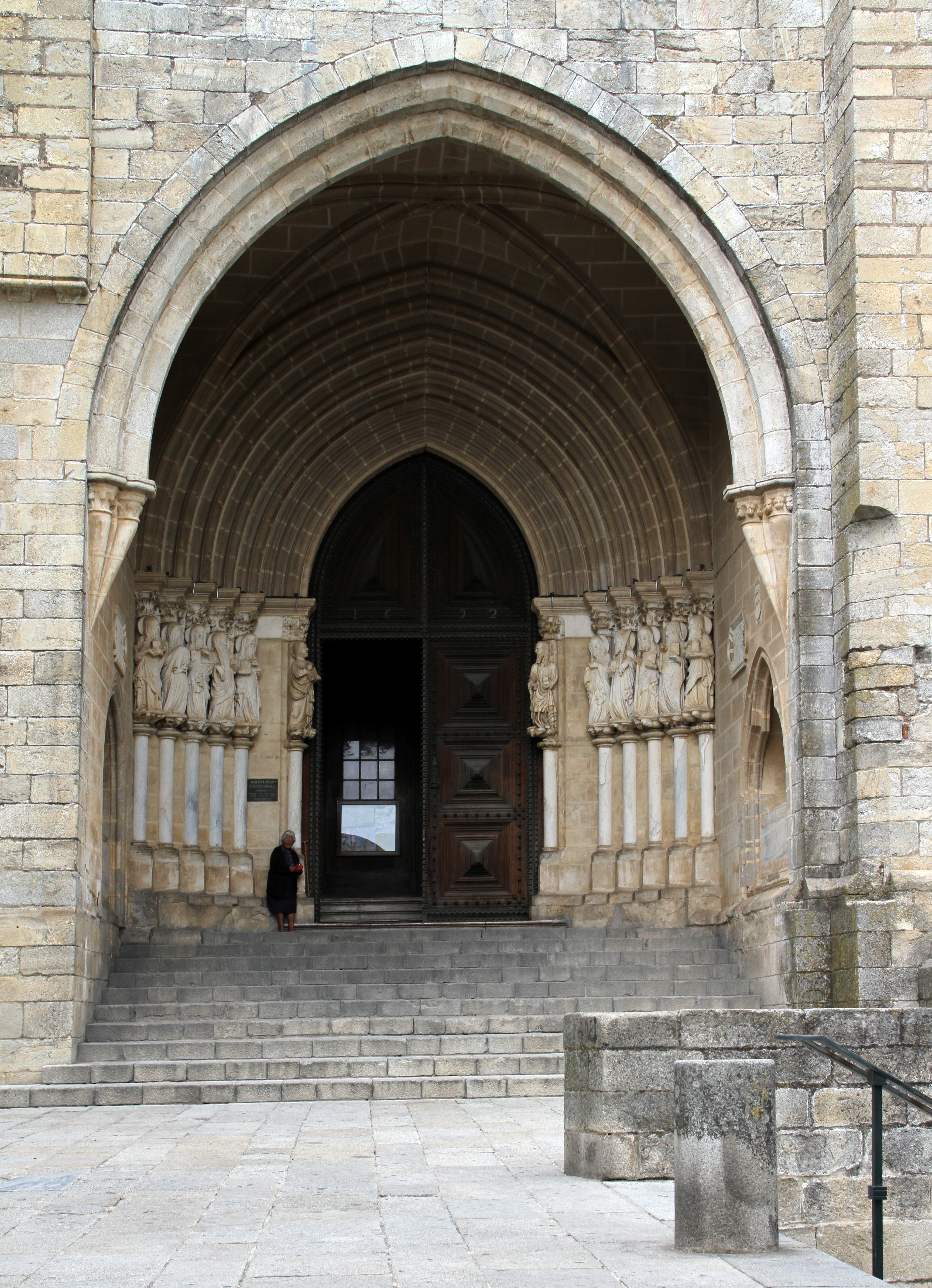
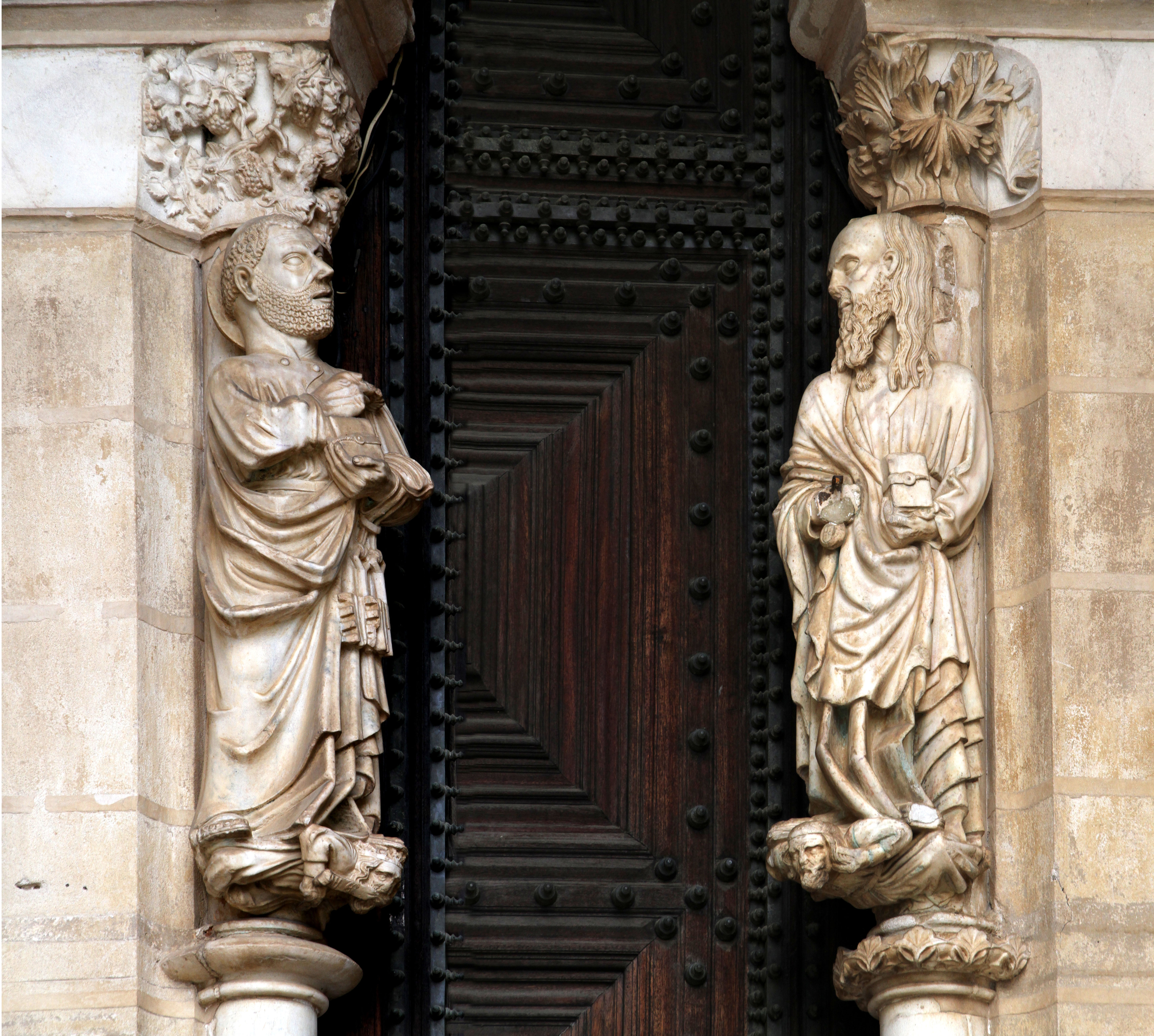
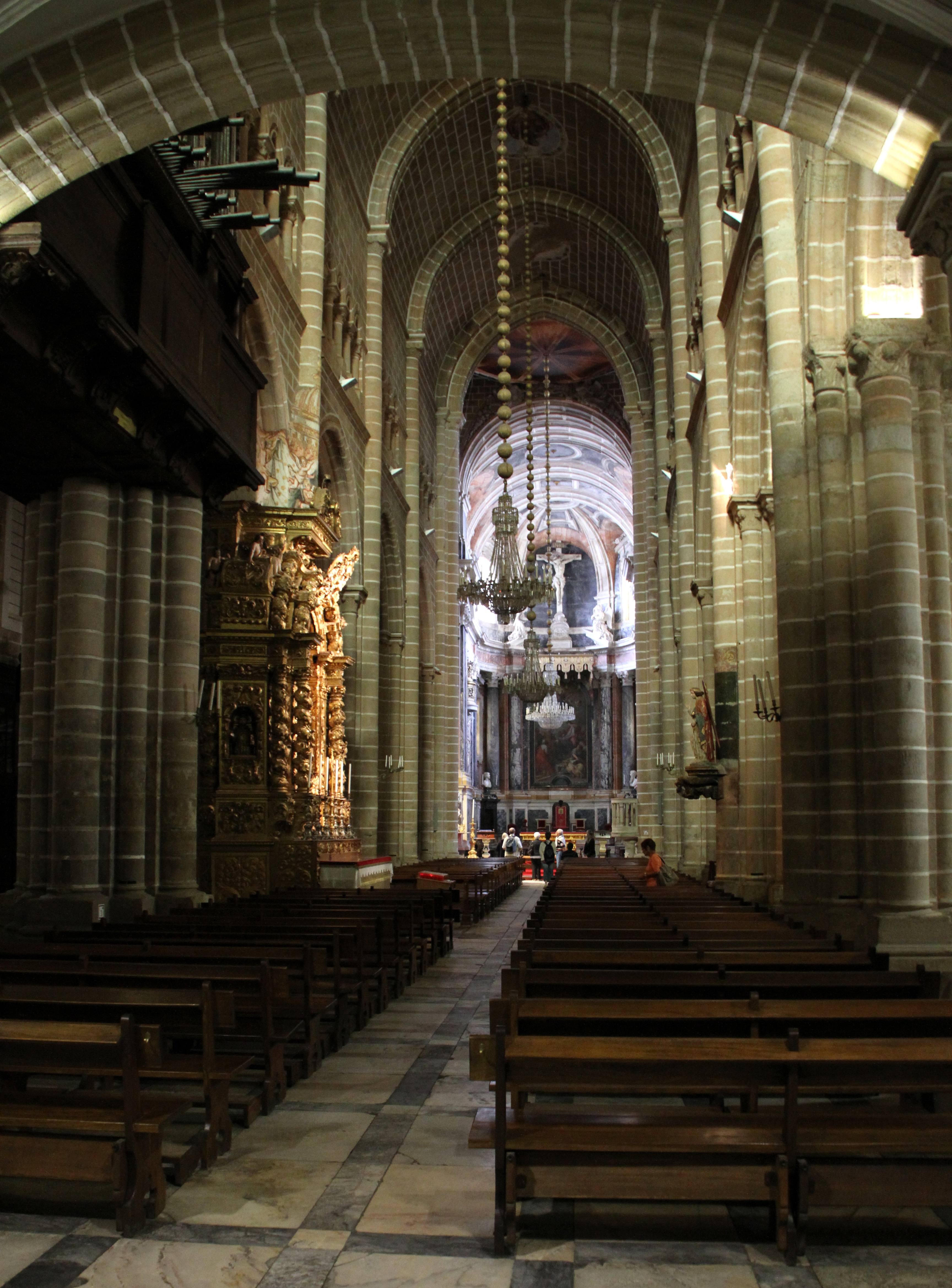
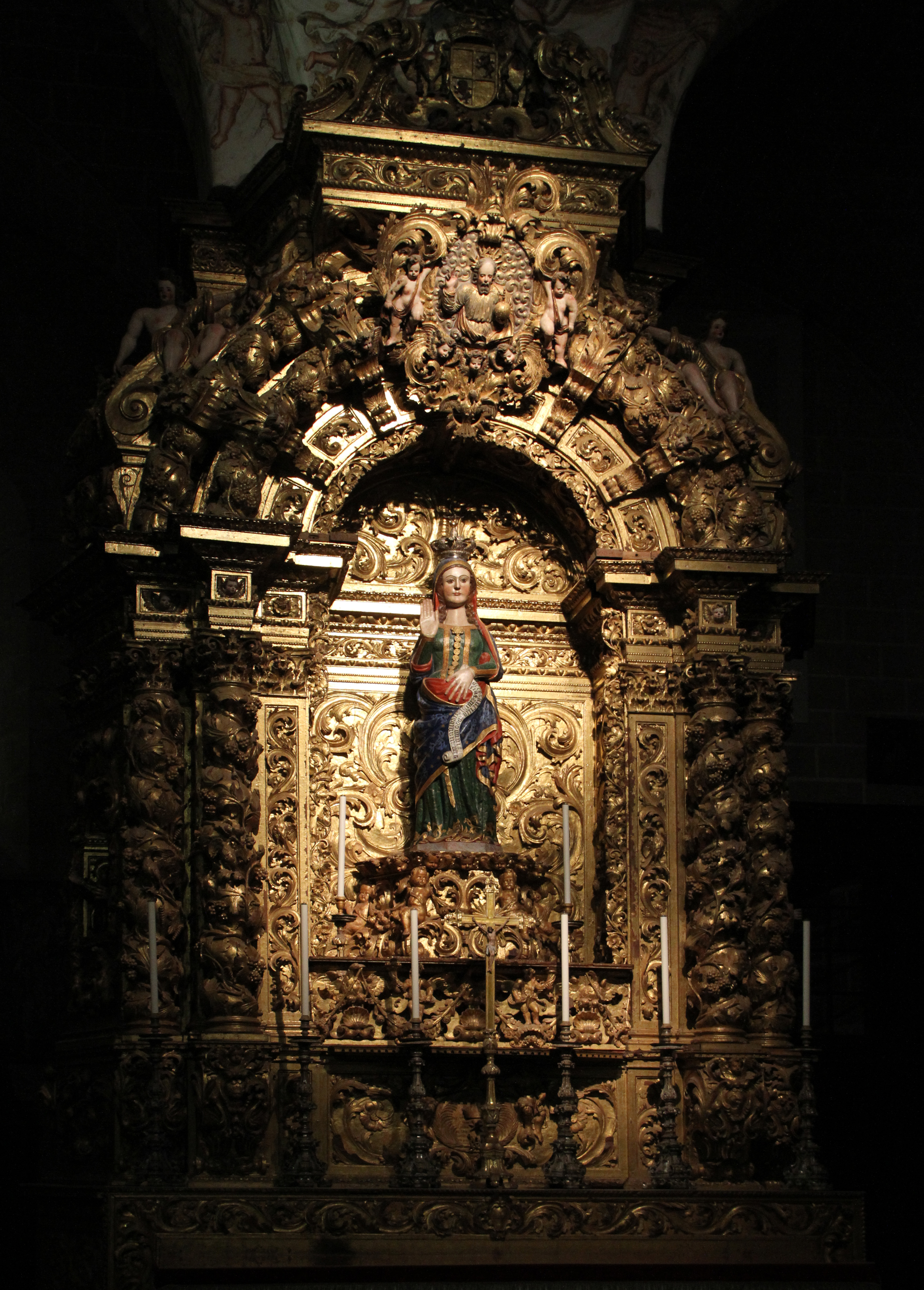
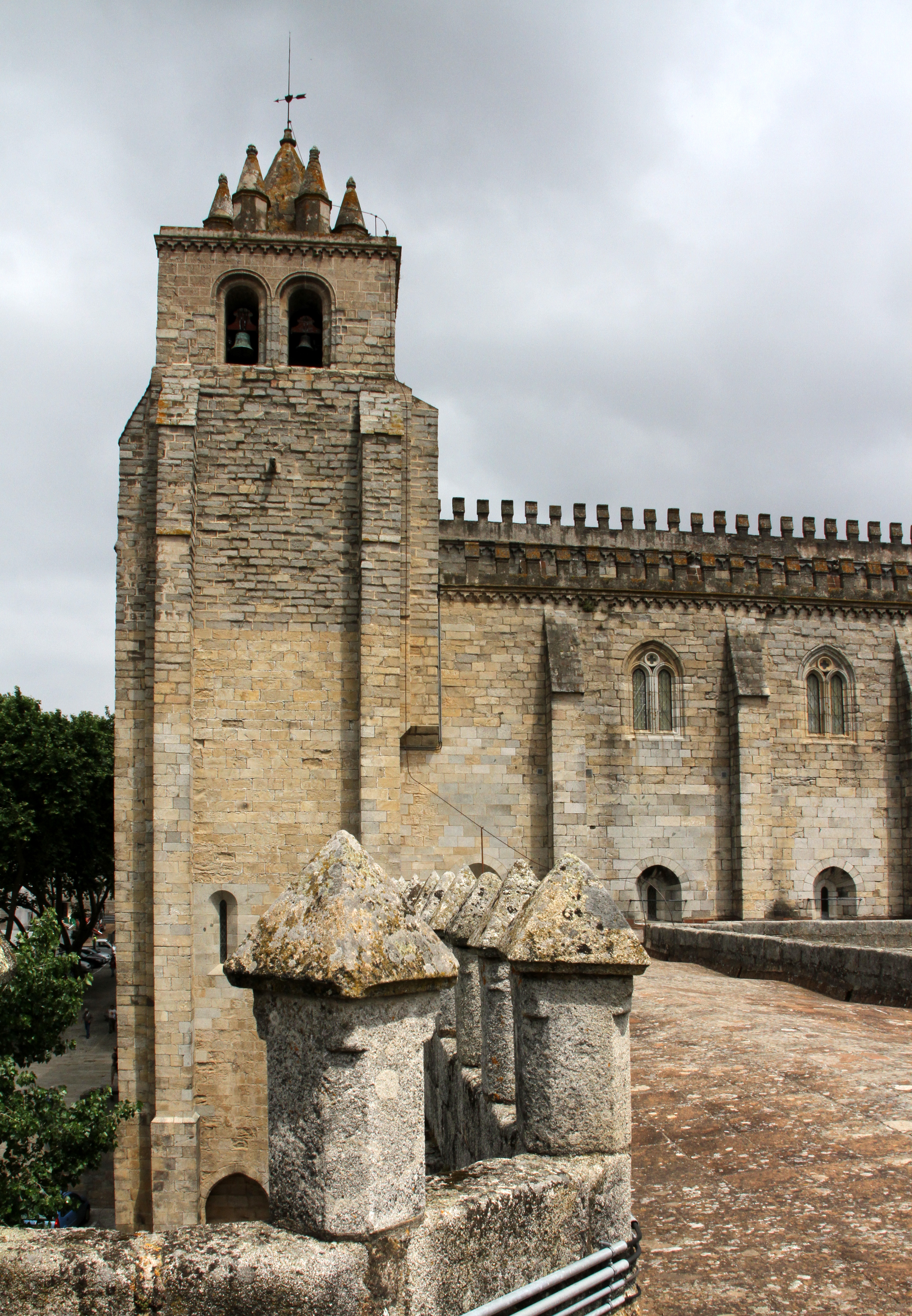
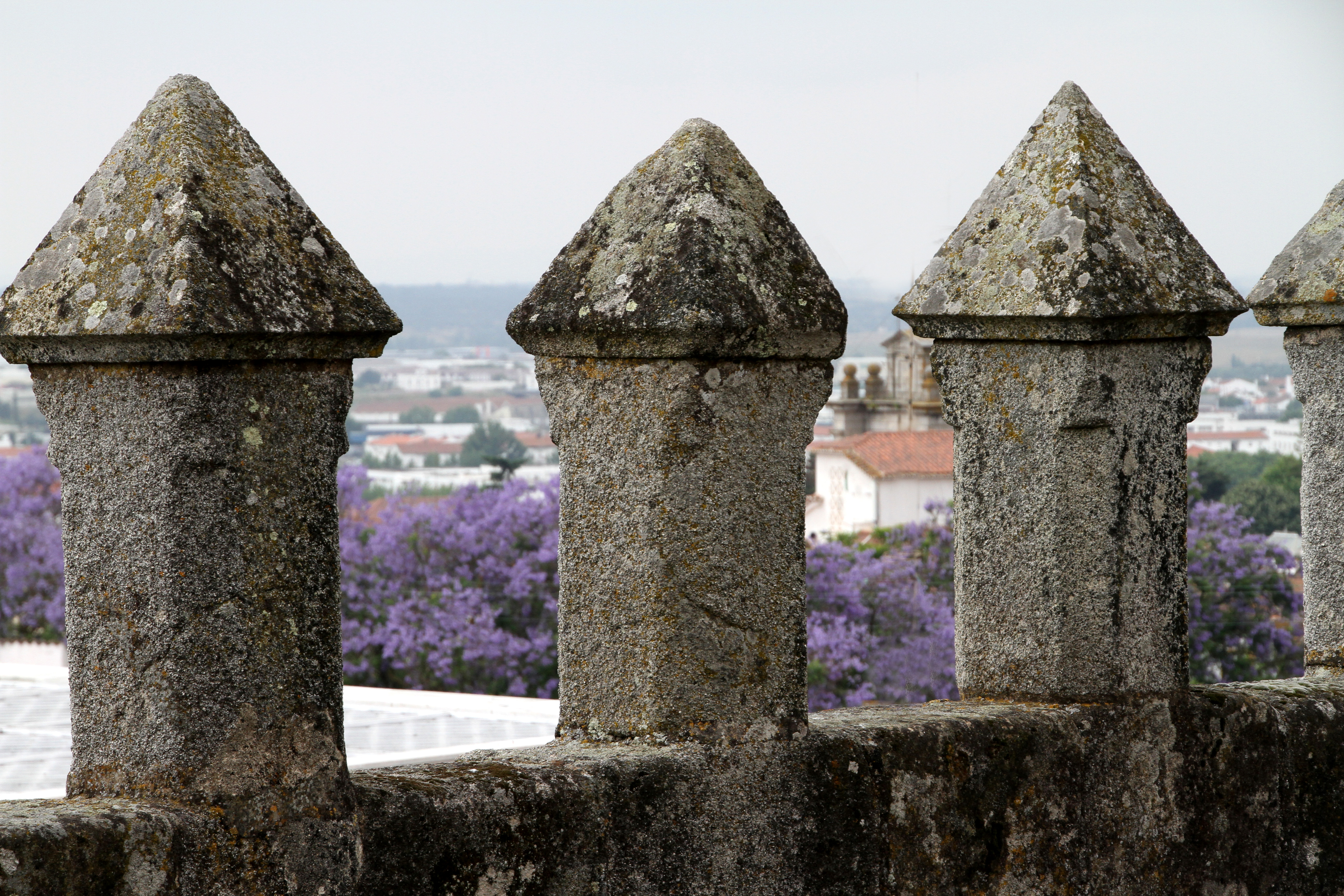
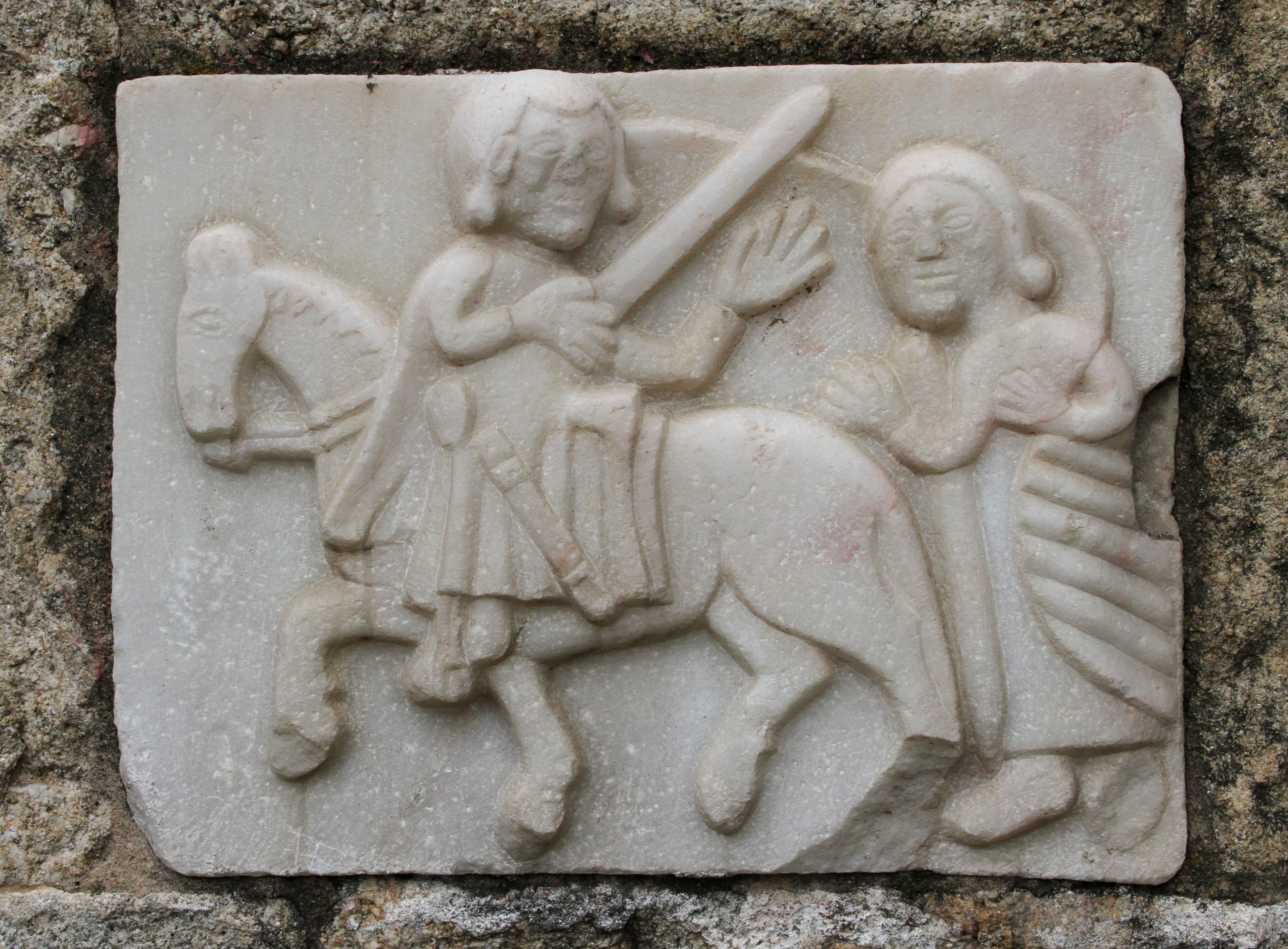
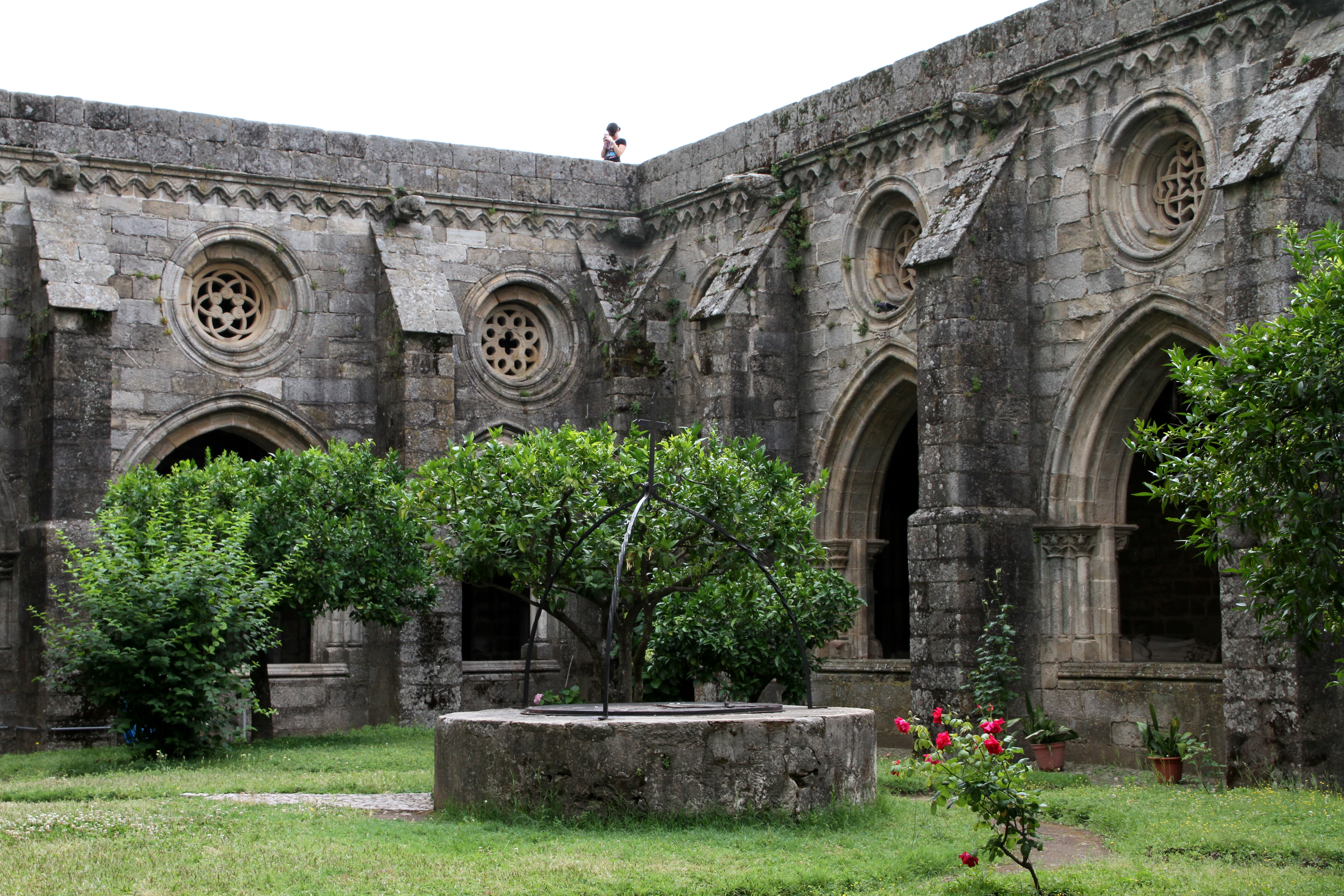